# 29 december
29 december is de 363ste dag van het jaar (364ste dag in een schrikkeljaar) in de gregoriaanse kalender. Hierna volgen nog 2 dagen tot het einde van het jaar.

## Gebeurtenissen
- Algemeen

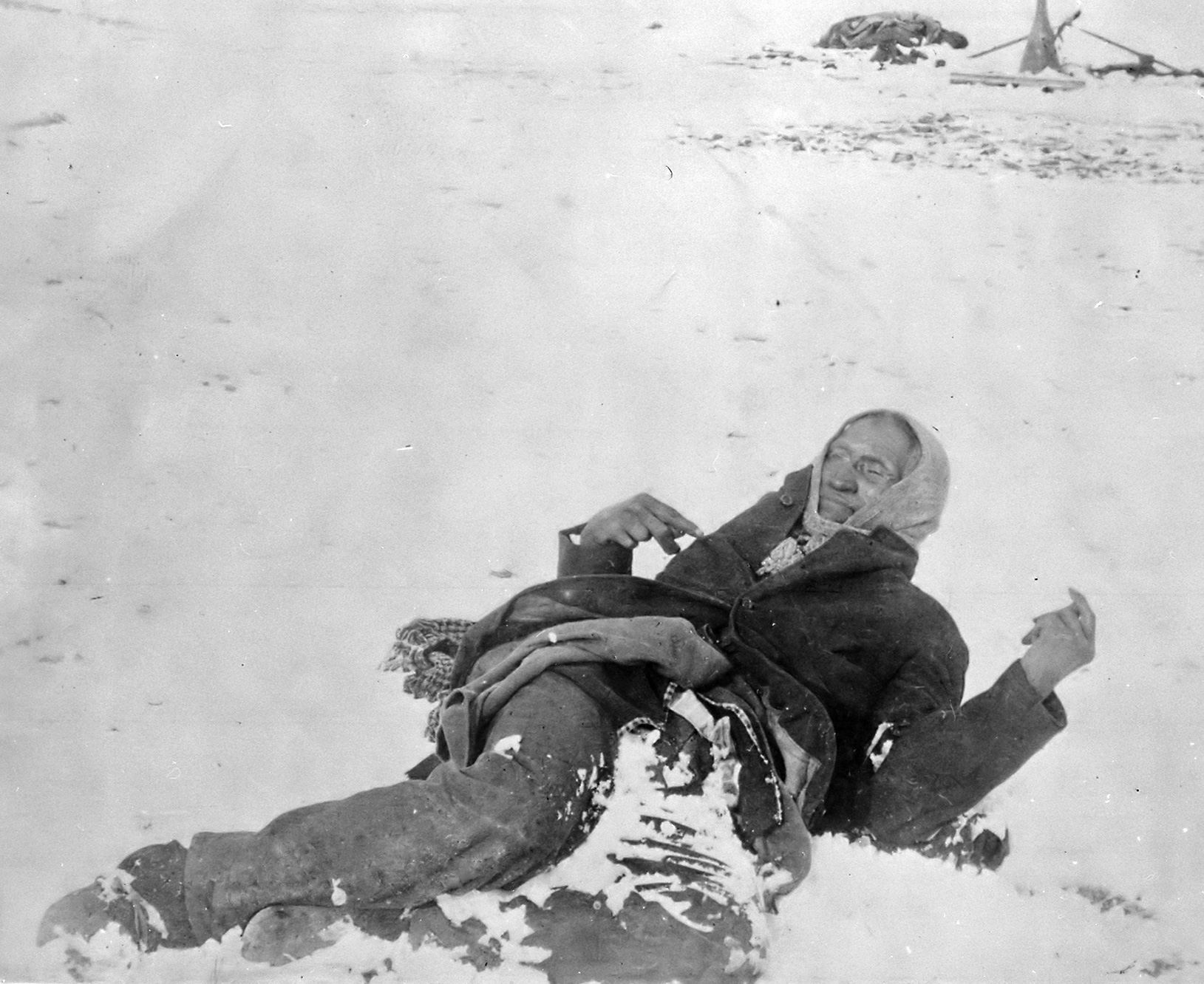
Indianenleider Si Thanka (Big Foot) ligt dood in de sneeuw na het bloedbad van Wounded Knee, 1890

  - 1972 - Eastern Airlines-vlucht 401 stort neer in de Florida Everglades.[1]
  - 2009 - Somalische piraten kapen in de Golf van Aden een Britse tanker met vermoedelijk 26 bemanningsleden aan boord.
  - 2013 - De autoriteiten in El Salvador beginnen met de evacuatie van het gebied rondom de gas en as spuwende vulkaan Chaparrastique.
  - 2020 - Voor het eerst in het winterseizoen 2020-2021 wordt er in Nederland een sneeuwdek waargenomen. Vanuit Groningen komen de eerste meldingen.[2]
  - 2022 - Bij een grote brand in het Grand Diamond City Casino and Hotel in de Cambodjaanse stad Poipet vallen zeker 19 doden.[3]
  - 2024 - Zeker 167 mensen zijn omgekomen bij een vliegtuigcrash in Zuid-Korea. Jeju Air-vlucht 2216 met 175 passagiers en 6 crewleden schoot bij de landing van de landingsbaan, botste tegen een muur en vloog in brand. Er waren slechts 2 overlevenden.
- Economie
  - 2015 - De Nederlandse drogisterijketen DA wordt failliet verklaard.
- Infrastructuur
  - 1959 - De metro van Lissabon wordt in gebruik genomen.[1]
- Kunst en cultuur
  - 1816 - Percy Bysshe Shelley trouwt met Mary Wollstonecraft Godwin, de auteur van de novelle Frankenstein.
  - 2024 - Wicked is de meest succesvolle musicalverfilming ooit. De totale opbrengst wordt geschat op 634,4 miljoen dollar (bijna 610 miljoen euro).
- Media
  - 2022 - De Vlaamse openbare omroep VRT maakt bekend dat in hun archief een interview met Georges Lemaître uit 1964 over de oerknal is teruggevonden dat sinds die tijd onopgemerkt is gebleven vanwege een verkeerde classificatie. Georges Lemaître is de bedenker en grondlegger van de oerknaltheorie.[4]
- Oorlog
  - 1813 - Britse soldaten steken Buffalo (New York) in brand tijdens de Oorlog van 1812.[1]
  - 1890 - Het bloedbad van Wounded Knee vindt plaats.[1]
  - 1916 - Grigori Raspoetin wordt vermoord.[1]
  - 1940 - Duitsland begint met bombardementen op doelen in het Verenigd Koninkrijk.
  - 1944 - De slag om Boedapest begint.[1]
  - 2023 - Bij een grootschalige Russische luchtaanval op meerdere Oekraïense steden vallen tientallen doden en gewonden.[5]
- Politiek
  - 1845 - Texas ratificeert de grondwet van de Verenigde Staten van Amerika en treedt daarmee toe als 28e staat van de Unie.[1][6]
  - 1981 - Peru kondigt de noodtoestand af in de regio’s Ayacucho, Apurímac en Huancavelica.
  - 1989 - Václav Havel wordt president van Tsjecho-Slowakije.[1]
  - 1990 - In Argentinië stelt president Carlos Menem de militaire juntaleiders van de periode 1976-83, de ex-generaals Jorge Videla en Roberto Viola, weer op vrije voeten.[1]
  - 1996 - Met het akkoord van vaste en duurzame vrede komt een einde aan de Guatemalteekse burgeroorlog.
  - 2015 - Een Duitse rechtbank veroordeelt oud-burgemeester Onesphore Rwabukombe uit Rwanda tot een levenslange gevangenisstraf wegens zijn aandeel in de volkenmoord van 1994.
  - 2022 - In Israël wordt het zesde kabinet van Benjamin Netanyahu geïnstalleerd.[7]
  - 2024 - In Georgië werd Micheil Kavelasjvili geïnstalleerd als president, wat als onwettig werd gezien door zijn voorganger Salome Zoerabisjvili en de oppositie.
- Religie
  - 1886 - Zaligverklaring van 54 Engelse martelaren, onder wie John Fisher en Thomas More.[1]
- Sport
  - 2010 - Een rechtbank in Angola veroordeelt een man tot 24 jaar cel in verband met de aanval op de spelersbus van het nationaal voetbalteam van Togo begin 2010.
  - 2023 - In Loenhout (België) wint de Nederlander Mathieu van der Poel de Azencross, de Belg Gianni Vermeersch komt als tweede aan en blijft daarbij de Spanjaard Felipe Orts Lloret maar net voor.[8]
  - 2023 - Bij de WK Darts is titelverdediger Michael Smith verrassend uitgeschakeld door Chris Dobey.
  - 2023 - In Oberstdorf (Duitsland) wint de Duitse skispringer Andreas Wellinger de eerste wedstrijd van de 72ste Vierschansentournee. De Japanner Ryōyū Kobayashi wordt tweede en Stefan Kraft uit Oostenrijk wordt derde.[9]
- Wetenschap en technologie
  - 1777 - Kapitein James Cook observeert een ringvormige zonsverduistering tijdens zijn derde reis.[10]
  - 1987 - Russisch kosmonaut Joeri Romanenko keert terug op aarde, na een verblijf van 326 dagen in de ruimte.
  - 2022 - Lancering met een Lange Mars 3B/E raket van China Aerospace Science Corporation (CASC) vanaf lanceerbasis Xichang van de Shiyan 10-02 missie met een Chinese satelliet voor ruimtelijke omgevingsmonitoring en het evalueren van nieuwe ruimtetechnologie. De Filipijnse ruimtevaartorganisatie PhilSA geeft een waarschuwing uit voor vallend ruimteschroot.[11][12]
  - 2022 - Conjunctie in rechte klimming van de Maan en de planeet Jupiter met de Maan zuidelijk van de planeet.[13] Enige tijd later naderen de hemellichamen elkaar tot een kleinste afstand van ongeveer 2 graden.[14] In Nederland is het dan nog licht en kan er 's avonds een wijdere samenstand worden waargenomen.
  - 2022 - Het UMCG in Groningen maakt bekend dat een team van specialisten tijdens een bijna 24 uur durende operatie bij een patiënte tegelijkertijd een nieuw hart en een nieuwe lever heeft weten in te brengen. Volgens het ziekenhuis is het de eerste keer dat een dergelijke transplantatie in Nederland is gedaan.[15]
  - 2022 - Lancering van Plasma Enhancements in the Ionosphere-Thermosphere Satellite (petitSat) en Scintillation Prediction Observations Research Task (SPORT) vanuit het ISS. De twee CubeSats gaan de ionosfeer onderzoeken.[16]
  - 2023 - Lancering van een Falcon Heavy raket van SpaceX vanaf Kennedy Space Center Lanceercomplex 39 voor de USSF-52 (OTV-7) missie met X-37B, een geheim onbemand ruimtevliegtuig van de USSF met meerdere ladingen waaronder Seeds-2 dat de langetermijneffecten van straling op plantenzaden onderzoekt en de kleine satelliet FalconSat-8 voor orbitaal onderzoek en het testen van technologie. Het is tevens de eerste door SpaceX gewonnen open aanbesteding van een USSF missie die uitgevoerd wordt met de Falcon Heavy.[17][18]
  - 2023 - Lancering van een Falcon 9 raket van SpaceX vanaf Kennedy Space Center Lanceercomplex 40 voor de Starlink group 6-36 missie met 23 Starlink satellieten.[19]
  - 2023 - Op het Chinese eiland Hainan komt het eerste lanceerplatform van de nieuwe lanceerbasis Hainan gereed. Het is het eerste van twee platformen dat geschikt is voor raketten die vloeibare brandstof gebruiken en zal specifiek worden gebruikt voor de Lange Mars 8. Het tweede platform is nog in aanbouw. De nieuwe basis ligt in de buurt van lanceerbasis Wenchang.[20]

## Geboren

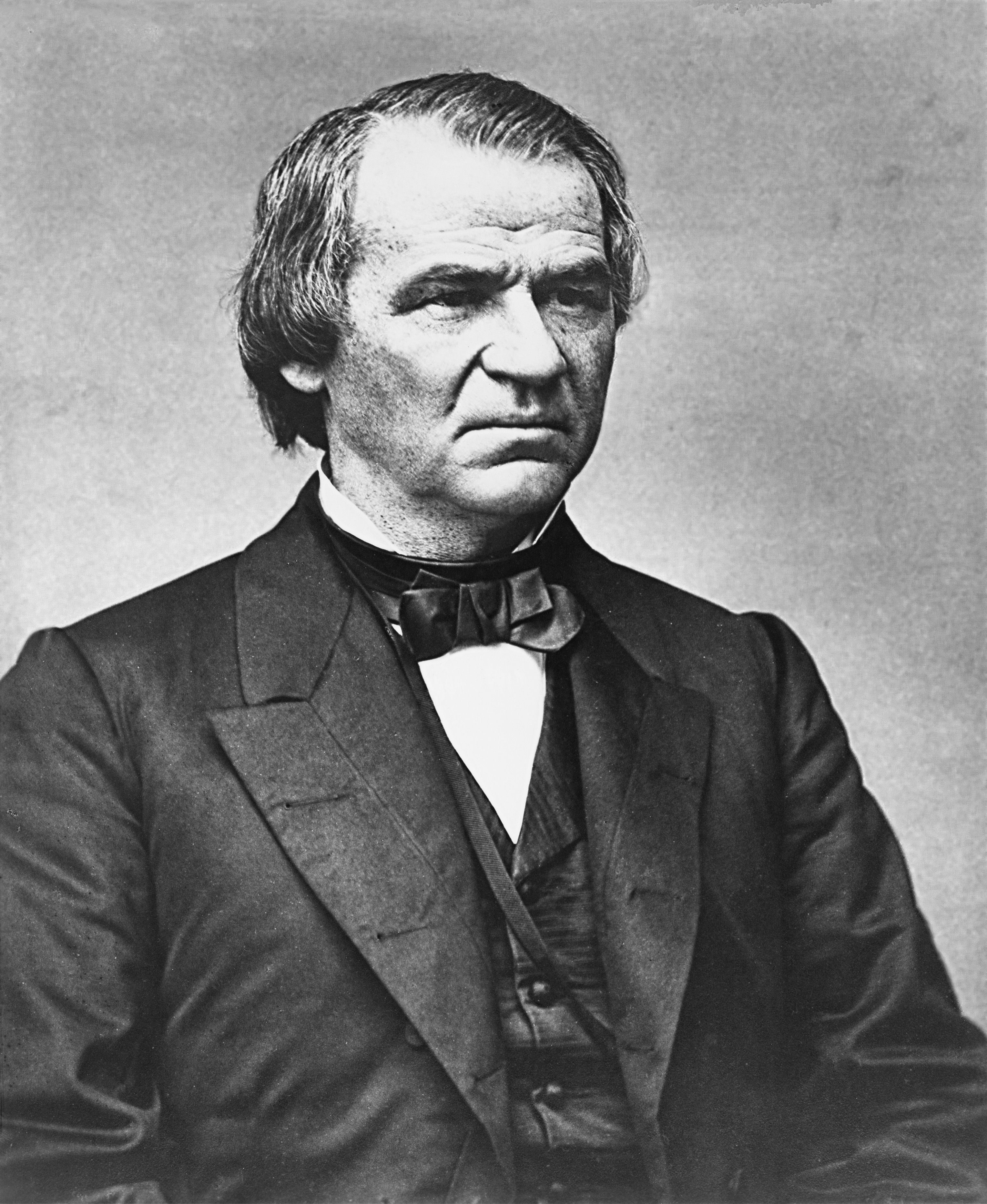
Andrew Johnson,
geboren in 1808

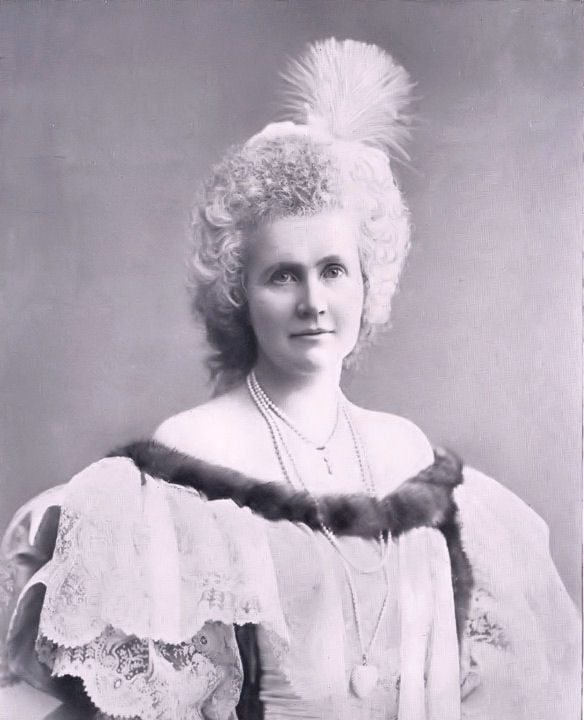
Elisabeth zu Wied,
geboren in 1843

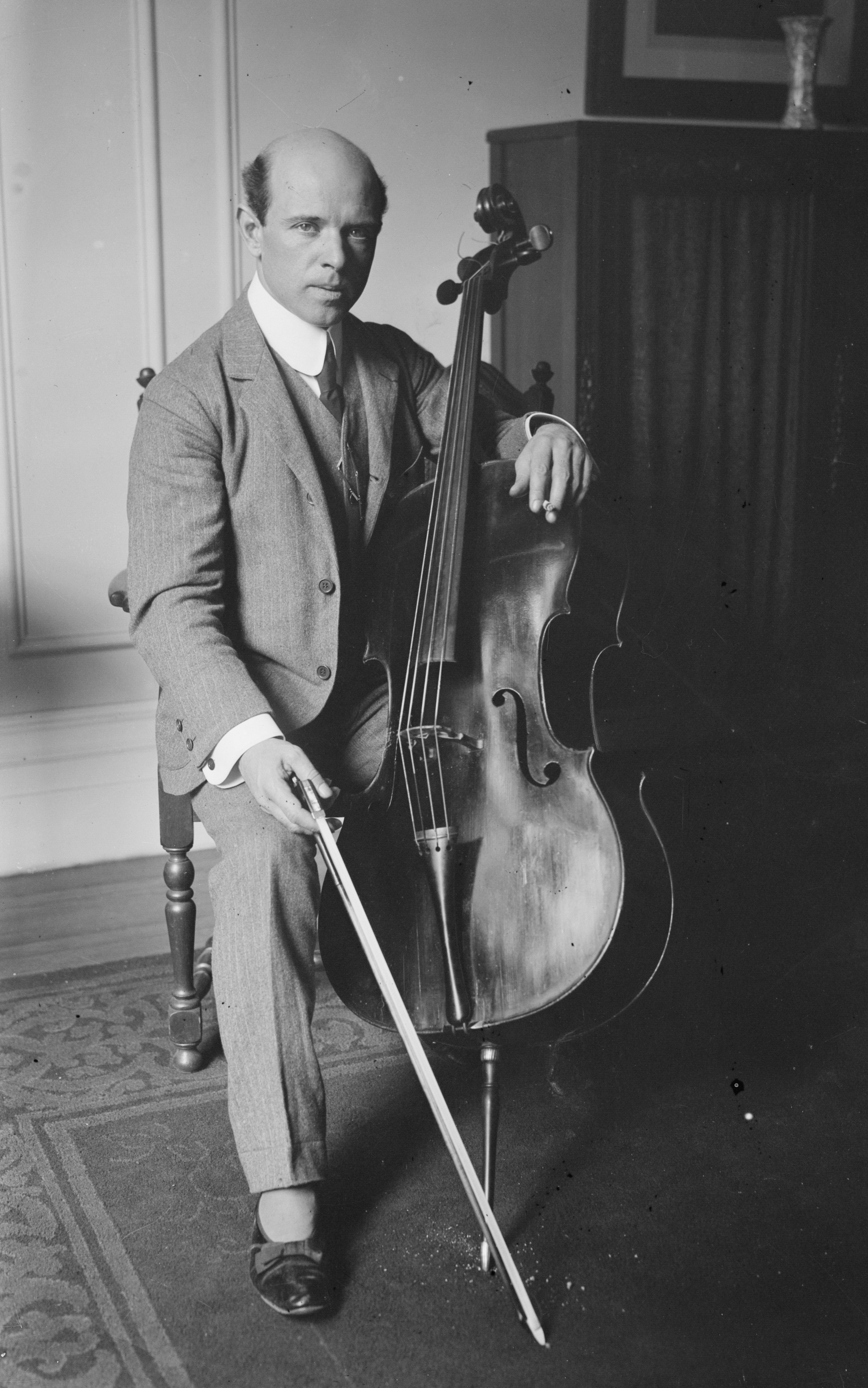
Pablo Casals,
geboren in 1876

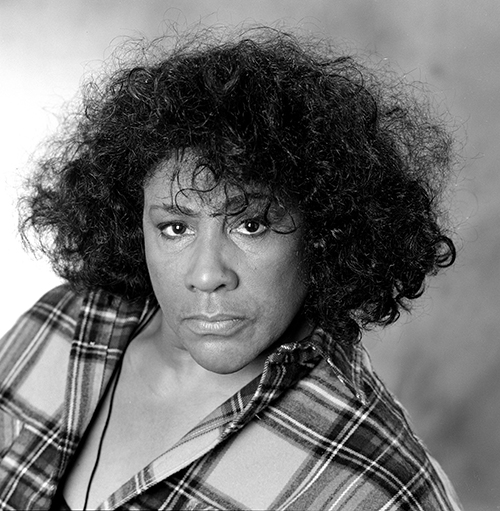
Milly Scott,
geboren in 1933

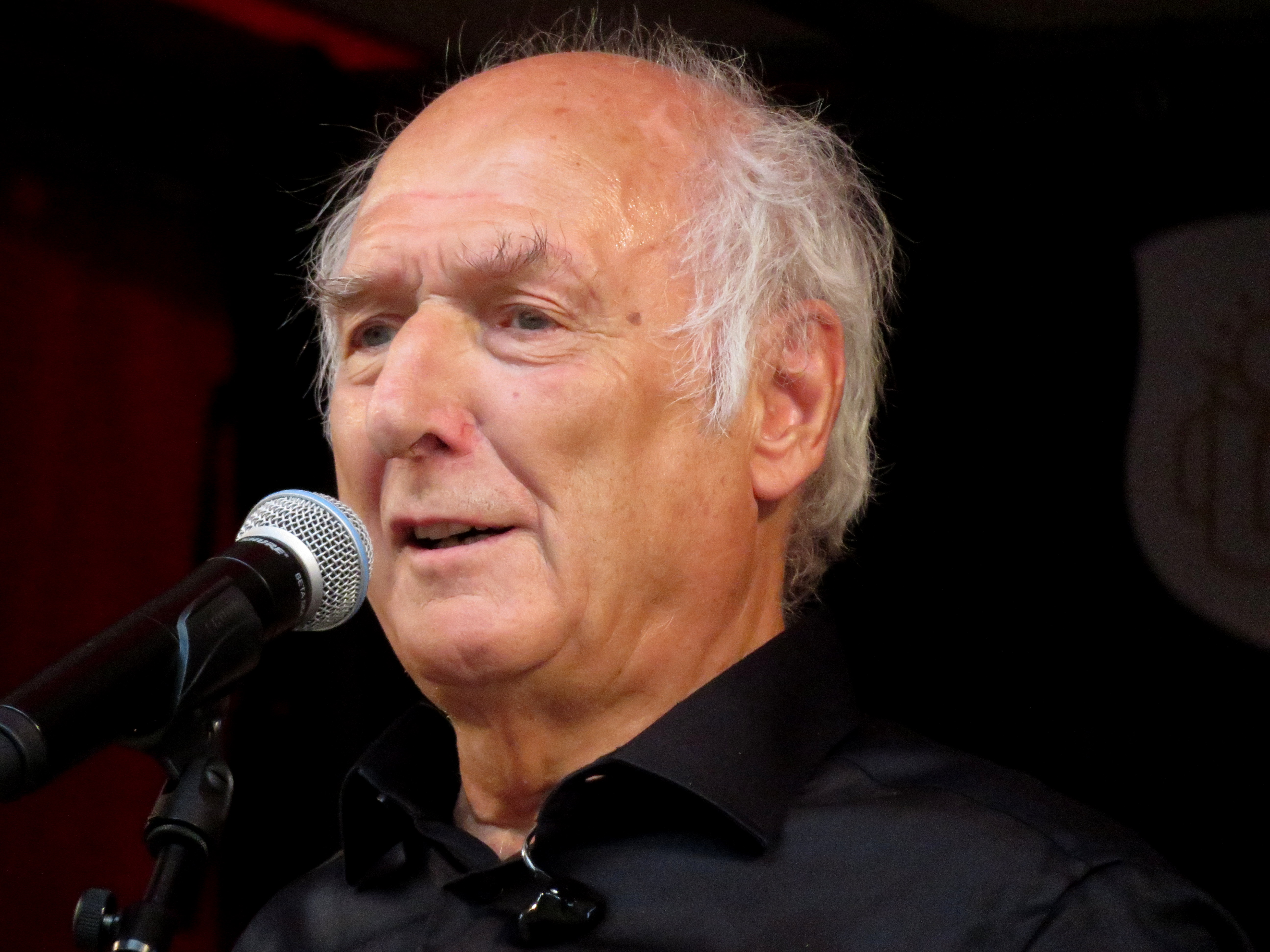
Peter Koelewijn,
geboren in 1940

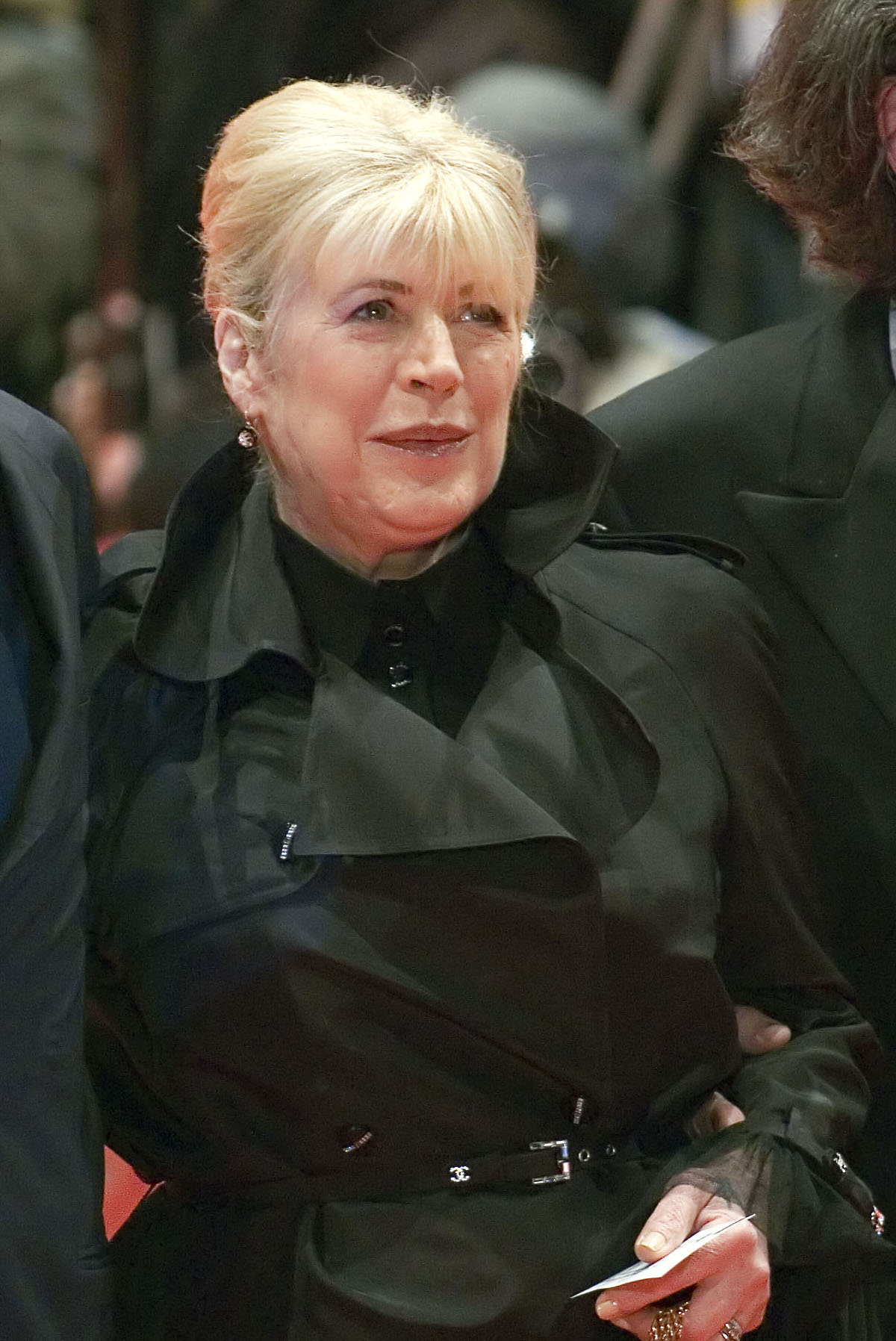
Marianne Faithfull,
geboren in 1946

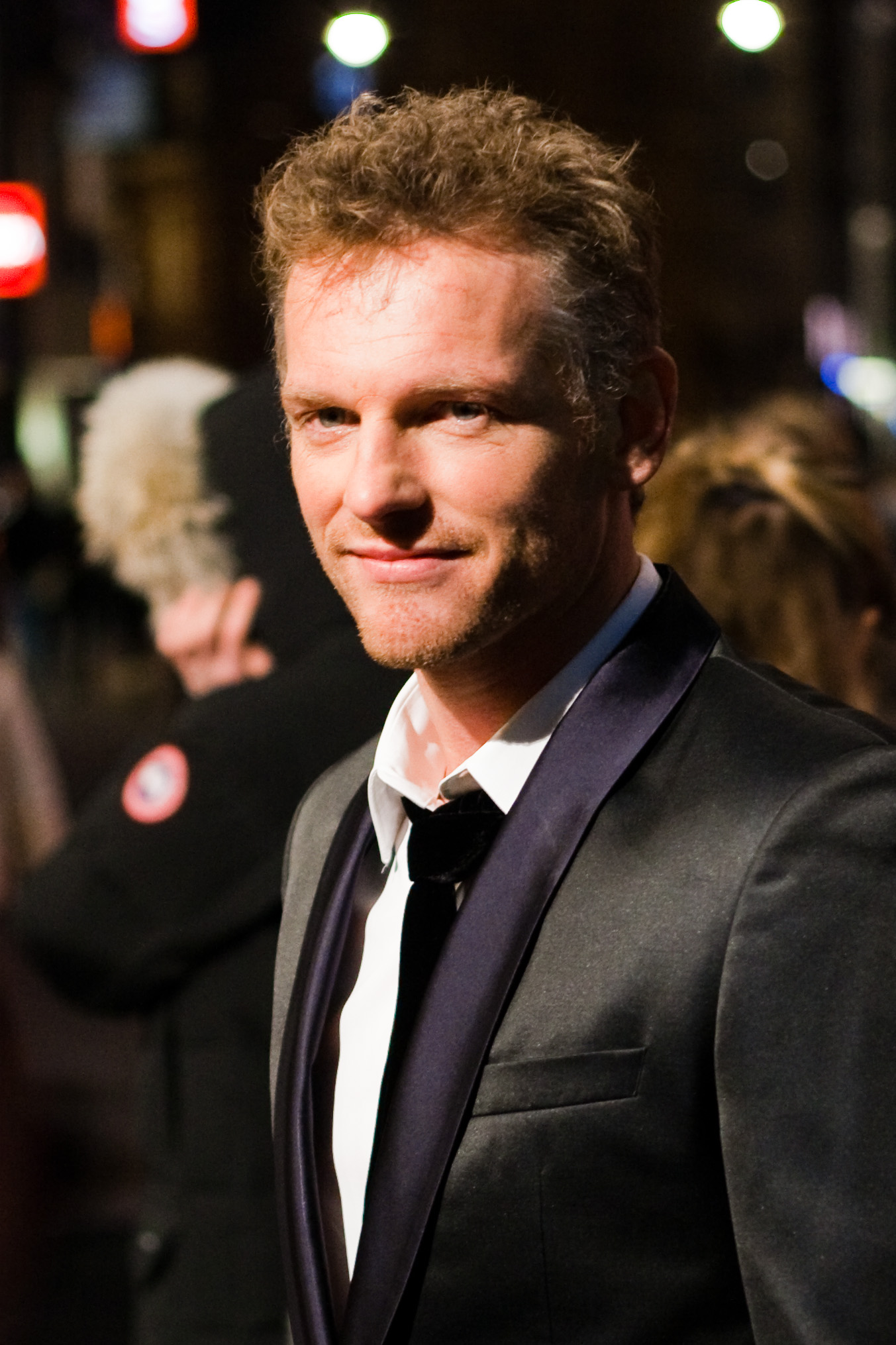
Barry Atsma,
geboren in 1972

- 1543 - Catharina van Nassau, zuster van prins Willem I van Oranje-Nassau (overleden 1624)
- 1695 - Jean-Baptiste Pater, Frans kunstschilder (overleden 1736)
- 1721 - Madame de Pompadour, Frans maîtresse van koning Lodewijk XV (overleden 1764)
- 1766 - Charles Macintosh, Schots scheikundige en uitvinder (overleden 1843)
- 1800 - Charles Goodyear, Amerikaans uitvinder (overleden 1860)
- 1808 - Andrew Johnson, 17de president van de Verenigde Staten (1865-1869) (overleden 1875)
- 1823 - Horace Lawson Hunley, Amerikaans ondernemer (overleden 1863)
- 1843 - Elisabeth zu Wied (Carmen Sylva), schrijfster en koningin van Roemenië (overleden 1916)
- 1866 - Joseph Limburg, Nederlands advocaat en politicus (overleden 1940)
- 1870 - Santiago Lucero, Filipijns politicus (overleden 1925)
- 1874 - François Brandt, Nederlands roeier (overleden 1949)
- 1876 - Pablo Casals, Spaans cellist (overleden 1973)
- 1883 - Henri Koot, Nederlands deskundige (overleden 1959)
- 1884 - F.C. Dominicus, Nederlands taalkundige (overleden 1976)
- 1893 - Vera Brittain, Brits schrijfster, feministe en pacifiste (overleden 1970)
- 1893 - Agne Holmström, Zweeds atleet (overleden 1949)
- 1896 - Philippe Étancelin, Frans autocoureur (overleden 1981)
- 1901 - Luís Macedo Matoso (Feitiço), Braziliaans voetballer (overleden 1985)
- 1904 - Hans van der Laan, Nederlands Benedictijner monnik en architect (overleden 1991)
- 1907 - Hans Teengs Gerritsen, Nederlands zakenman en verzetsstrijder (overleden 1990)
- 1908 - Claire Dodd, Amerikaans actrice (overleden 1973)
- 1908 - Gerben Sonderman, Nederlands vlieger (overleden 1955)
- 1910 - Ronald Coase, Brits-Amerikaans econoom en Nobelprijswinnaar (overleden 2013)
- 1911 - Klaus Fuchs, Brits fysicus en spion (overleden 1988)
- 1911 - Alf Martinsen, Noors voetballer en voetbalcoach (overleden 1988)
- 1913 - Eddy Schuyer, Nederlands goochelaar (overleden 1999)
- 1916 - Tony Bonadies, Amerikaans autocoureur (overleden 1964)
- 1917 - David Hampshire, Brits autocoureur (overleden 1990)
- 1919 - Pieter Terpstra, Nederlands schrijver en journalist (overleden 2006)
- 1921 - Franz Gabl, Oostenrijks alpineskiër (overleden 2014)
- 1921 - Netty Rosenfeld, Nederlands programmamaakster (overleden 2001)
- 1922 - Addy Kleijngeld, Nederlands accordeonist, orkestleider en producer (overleden 1977)
- 1922 - Rose Lee Maphis, Amerikaans countrymuzikante (overleden 2021)
- 1923 - Lily Ebert, Hongaars schrijfster en Holocaust-overlevende (overleden 2024)
- 1925 - Jay Chamberlain, Amerikaans autocoureur (overleden 2001)
- 1925 - Keshav Dutt, Indiaas hockeyer (overleden 2021)
- 1925 - Pete Dye, Amerikaans (golfbaan)architect (overleden 2020)
- 1927 - Andy Stanfield, Amerikaans atleet (overleden 1985)
- 1928 - Bernard Cribbins, Engels acteur en muzikant (overleden 2022)
- 1929 - Herman Lauxtermann, Nederlands politicus (overleden 1999)
- 1930 - Vladimir Ryzjkin, Russisch voetballer (overleden 2011)
- 1931 - Jose Concepcion, Filipijns topman en voormalig minister (overleden 2024)
- 1931 - Bobby Shearer, Schots voetballer (overleden 2006)
- 1932 - Walter Schröder, Duits roeier (overleden 2022)
- 1932 - Inga Swenson, Amerikaans actrice (overleden 2023)
- 1933 - Milly Scott, Nederlands zangeres en actrice
- 1933 - Guillaume Van Tongerloo, Belgisch wielrenner (overleden 2017)
- 1935 - Meinard Kraak, Nederlands zanger van recitals, oratoria en opera's (overleden 2022)
- 1936 - Pierre Hanon, Belgisch voetballer (overleden 2017)
- 1936 - Mary Tyler Moore, Amerikaans actrice (overleden 2017)
- 1937 - Dieter Thomas Heck, Duits presentator, schlagerzanger en acteur (overleden 2018)
- 1938 - Bart Berman, Nederlands-Israëlisch pianist
- 1938 - Gianluigi Saccaro, Italiaans schermer (overleden 2021)
- 1938 - Jon Voight, Amerikaans acteur
- 1939 - Nestor Combin, Frans-Argentijns voetballer
- 1940 - Peter Koelewijn, Nederlands zanger en producer
- 1940 - Jos Verstraeten, Belgisch priester
- 1941 - Hans van Beers, Nederlands bestuurder (overleden 2015)
- 1941 - Ray Thomas, Brits zanger (overleden 2018)
- 1942 - Rick Danko, Canadees gitarist en singer-songwriter (overleden 1999)
- 1942 - Jack Keller, Amerikaans pokerspeler (overleden 2003)
- 1942 - Óscar Andrés Rodríguez Maradiaga, Hondurees kardinaal
- 1943 - Einar Halle, Noors voetbalscheidsrechter
- 1943 - Hanja Maij-Weggen, Nederlands politica
- 1944 - Barber van de Pol, Nederlands schrijfster en vertaalster
- 1945 - Ad Roland, Nederlands radio-diskjockey
- 1946 - Marianne Faithfull, Brits zangeres (overleden 2025)
- 1946 - Tertuliano Severiano dos Santos (Terto), Braziliaans voetballer (overleden 2024)
- 1947 - Ted Danson, Amerikaans acteur
- 1948 - Marijke Helwegen, Nederlands mediapersoonlijkheid en presentatrice
- 1949 - Wolle Kriwanek, Duits zanger (overleden 2003)
- 1951 - Yvonne Elliman, Amerikaans zangeres
- 1953 - Thomas Bach, Duits schermer en sportbestuurder
- 1953 - Matthias Platzeck, Duits politicus
- 1953 - Max Werner, Nederlands zanger (overleden 2024)
- 1953 - Charlayne Woodard, Amerikaans actrice en toneelschrijfster
- 1955 - Thierry Culliford, Belgisch scenarist
- 1955 - Jan Pijnenburg, Nederlands drummer
- 1958 - Lakhdar Belloumi, Algerijns voetballer
- 1958 - Ivan Goldschmidt, Belgisch filmregisseur, filmproducent, theaterregisseur, beeldhouwer en kunstschilder
- 1958 - Sigitas Jakubauskas, Sovjet-Litouws voetballer
- 1959 - Jan Balliauw, Belgisch journalist
- 1959 - Patricia Clarkson, Amerikaans actrice
- 1961 - Ilija Valov, Bulgaars voetballer en voetbaltrainer (overleden 2024)
- 1962 - Jari Europaeus, Fins voetballer
- 1962 - Wynton Rufer, Nieuw-Zeelands voetballer
- 1963 - Jeanne Kooijmans, Nederlands zangeres en presentatrice
- 1963 - Luis Carlos Perea, Colombiaans voetballer
- 1964 - Hero Brinkman, Nederlands politicus
- 1964 - Geertje De Ceuleneer, Belgisch journalist
- 1964 - Bart de Vries, Nederlands acteur (overleden 2022)
- 1965 - Dexter Holland, Amerikaans zanger
- 1965 - John Newton, Amerikaans acteur
- 1966 - Inge Van Olmen, Belgisch actrice
- 1968 - Peter Dzúrik, Slowaaks voetballer (overleden 2010)
- 1969 - Stefan Brijs, Belgisch schrijver
- 1969 - Jennifer Ehle, Amerikaans-Brits actrice
- 1969 - Patrick Fischler, Amerikaans acteur
- 1969 - Jurgen van den Goorbergh, Nederlands motorcoureur
- 1969 - Allan McNish, Schots autocoureur
- 1970 - Ulrike Adeberg, Duits langebaanschaatsster
- 1970 - Kevin Weisman, Amerikaans acteur
- 1971 - Niclas Alexandersson, Zweeds voetballer
- 1971 - Frank Amankwah, Ghanees voetballer
- 1971 - Jeroen Blijlevens, Nederlands wielrenner
- 1971 - Tom Boudeweel, Belgisch sportjournalist
- 1971 - Dominic Dale, Welsh snookerspeler
- 1972 - Barry Atsma, Nederlands acteur
- 1972 - Jason Kreis, Amerikaans voetballer
- 1972 - Jude Law, Brits acteur
- 1973 - Besnik Musaj, Albanees wielrenner
- 1974 - Maria Dizzia, Amerikaans actrice
- 1974 - Mekhi Phifer, Amerikaans acteur
- 1974 - Rika de Vries, Nederlands paralympisch sportster
- 1975 - Albert van der Haar, Nederlands voetballer
- 1975 - Shawn Hatosy, Amerikaans acteur
- 1975 - Bruno Laurent, Belgisch schaker
- 1976 - Timothy Cherigat, Keniaans atleet
- 1976 - Steve Cooreman, Belgisch voetballer
- 1976 - Sonja Deckers, Belgisch atlete
- 1976 - Danny McBride, Amerikaans acteur, komiek en scenarioschrijver
- 1977 - Titus Boonstra, Nederlands acteur
- 1977 - Tuomo Könönen, Fins voetballer
- 1977 - Katherine Moennig, Amerikaans actrice
- 1977 - André Vreugdenhil, Nederlands-Belgisch schaatser
- 1978 - Sammy Baloji, Congolees fotograaf
- 1978 - David Kiptanui, Keniaans atleet
- 1978 - Brian Pinas, Nederlands voetballer
- 1978 - Angelo Taylor, Amerikaans atleet
- 1978 - Rob Wielaert, Nederlands voetballer
- 1979 - Steve Ramon, Belgisch motorcrosser
- 1980 - Stijn Fincioen, Belgisch atleet
- 1980 - Rea Lenders, Nederlands turnster
- 1980 - Dorus de Vries, Nederlands voetbaldoelman
- 1981 - Gerard van der Linden, Nederlands roeier
- 1981 - Nadia Sminate, Belgisch politica
- 1981 - Anna Woltz, Nederlands journaliste en kinderboekenschrijfster
- 1982 - Alison Brie, Amerikaans actrice
- 1982 - Norbert Siedler, Oostenrijks autocoureur
- 1983 - Dereck Chisora, Brits bokser
- 1984 - Gionata Mingozzi, Italiaans voetballer (overleden 2008)
- 1985 - Ursina Haller, Zwitsers snowboardster
- 1987 - Yuhi Sekiguchi, Japans autocoureur
- 1988 - Tori Anderson, Canadees actrice
- 1988 - Josef Ferstl, Duits alpineskiër
- 1988 - Ágnes Szávay, Hongaars tennisster
- 1989 - Jane Levy, Amerikaans actrice
- 1989 - Kei Nishikori, Japans tennisser
- 1990 - Tommaso D'Orsogna, Australisch zwemmer
- 1994 - Kako, Japans prinses
- 1995 - Ross Lynch, Amerikaans acteur, zanger en danser
- 1995 - Kelly Pannek, Amerikaans ijshockeyster
- 1995 - Kirill Prigoda, Russisch zwemmer
- 1996 - Robin Boissevain, Nederlands acteur
- 1996 - Arthur Cissé, Ivoriaans atleet
- 1996 - Dylan Minnette, Amerikaans acteur en muzikant
- 1996 - Elizabeth Omoregie, Sloveens handbalster
- 1997 - Maksim Stojanac, Belgisch acteur en zanger
- 1998 - Victor Osimhen, Nigeriaans voetballer
- 1998 - Jordan Paquot, Belgisch atleet
- 1999 - Andreas Skov Olsen, Deens voetballer
- 2000 - Orkun Kökçü, Nederlands voetballer
- 2000 - Eliot Vassamillet, Belgisch zanger
- 2001 - Mathilde Harviken, Noors voetbalster

## Overleden

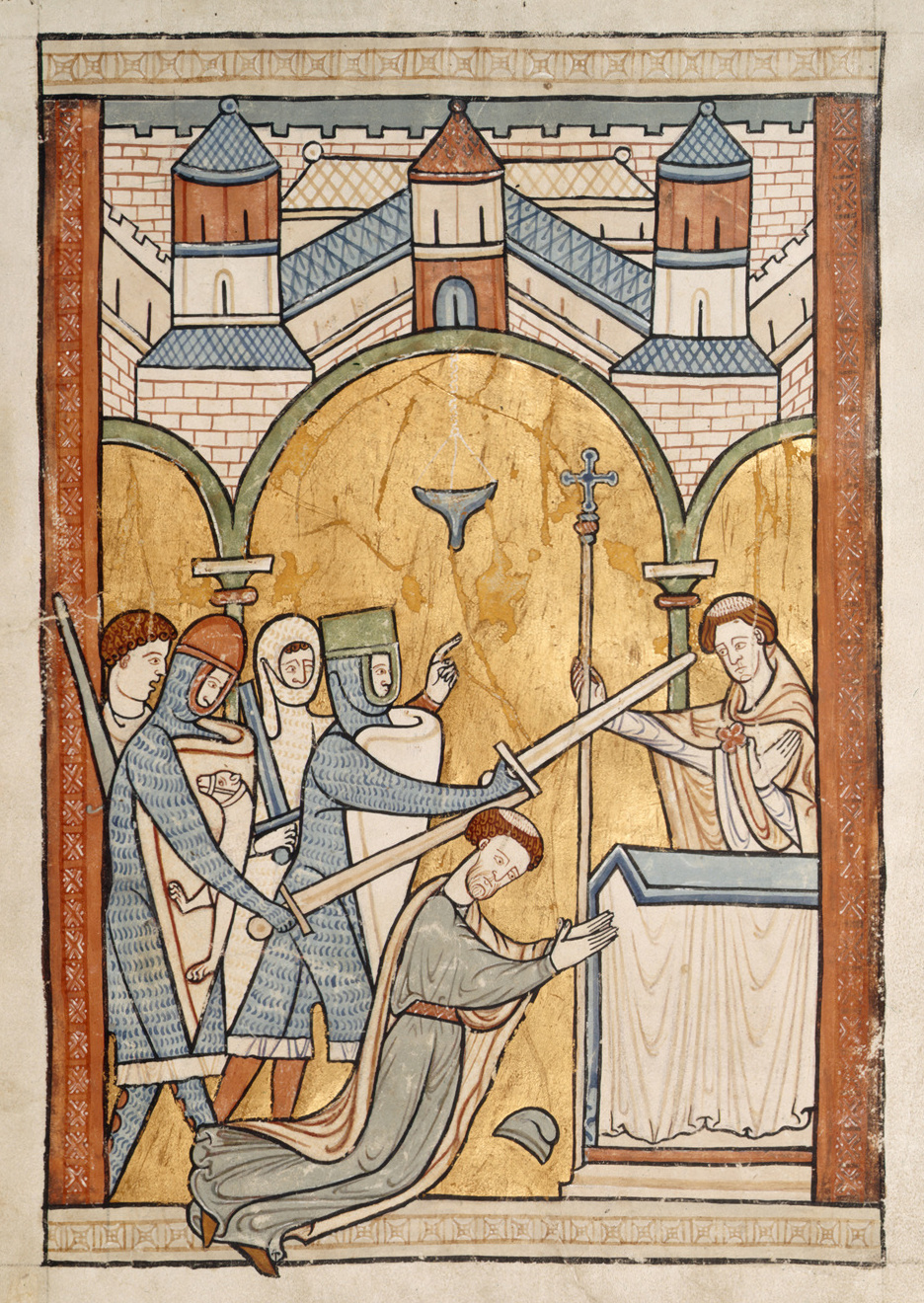
De moord op Thomas Becket, 13e-eeuwse illustratie

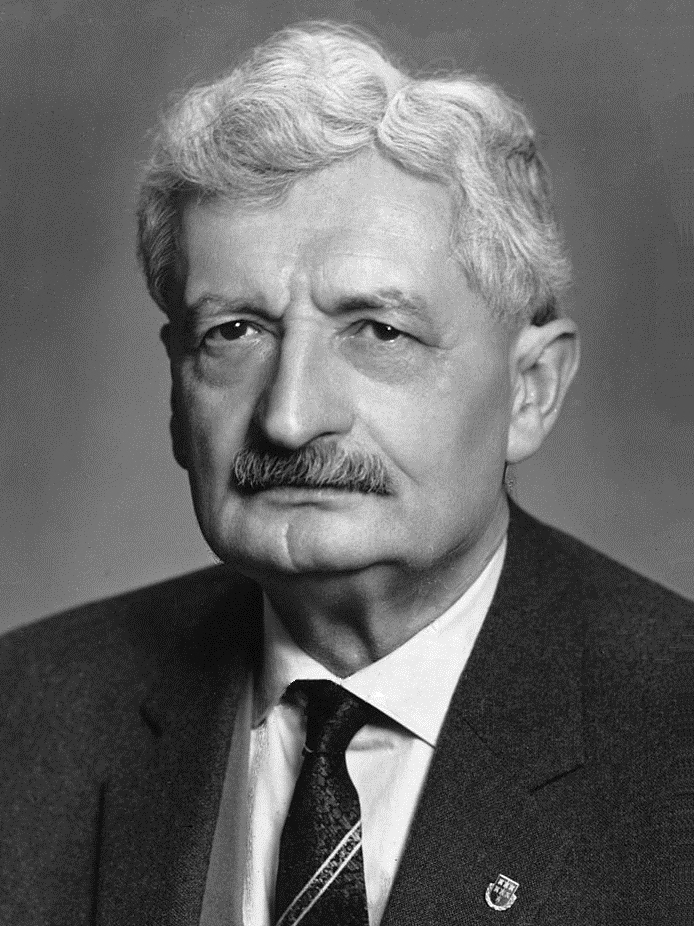
Hermann Oberth,
overleden in 1989

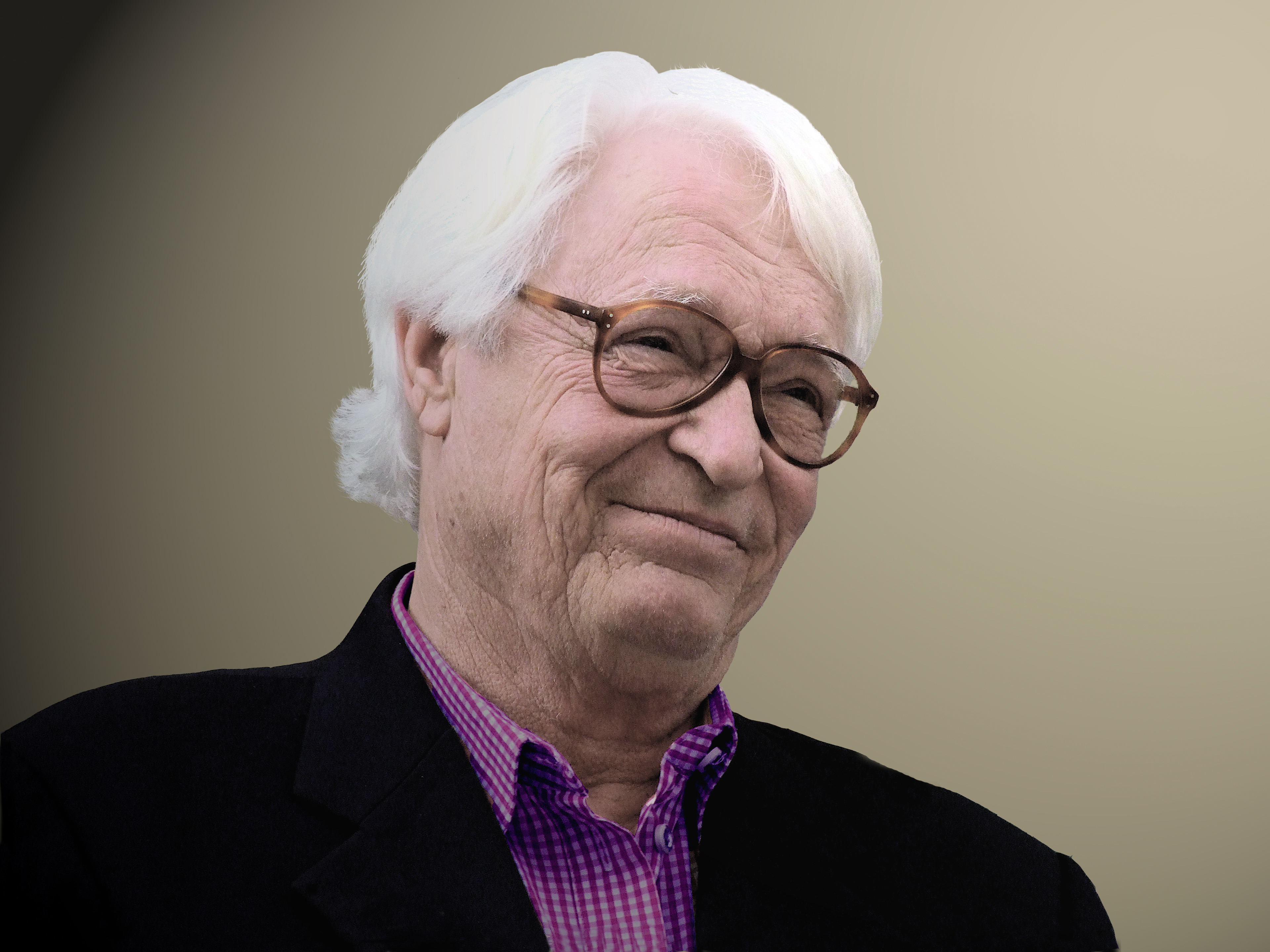
Kees Verkade,
overleden in 2020

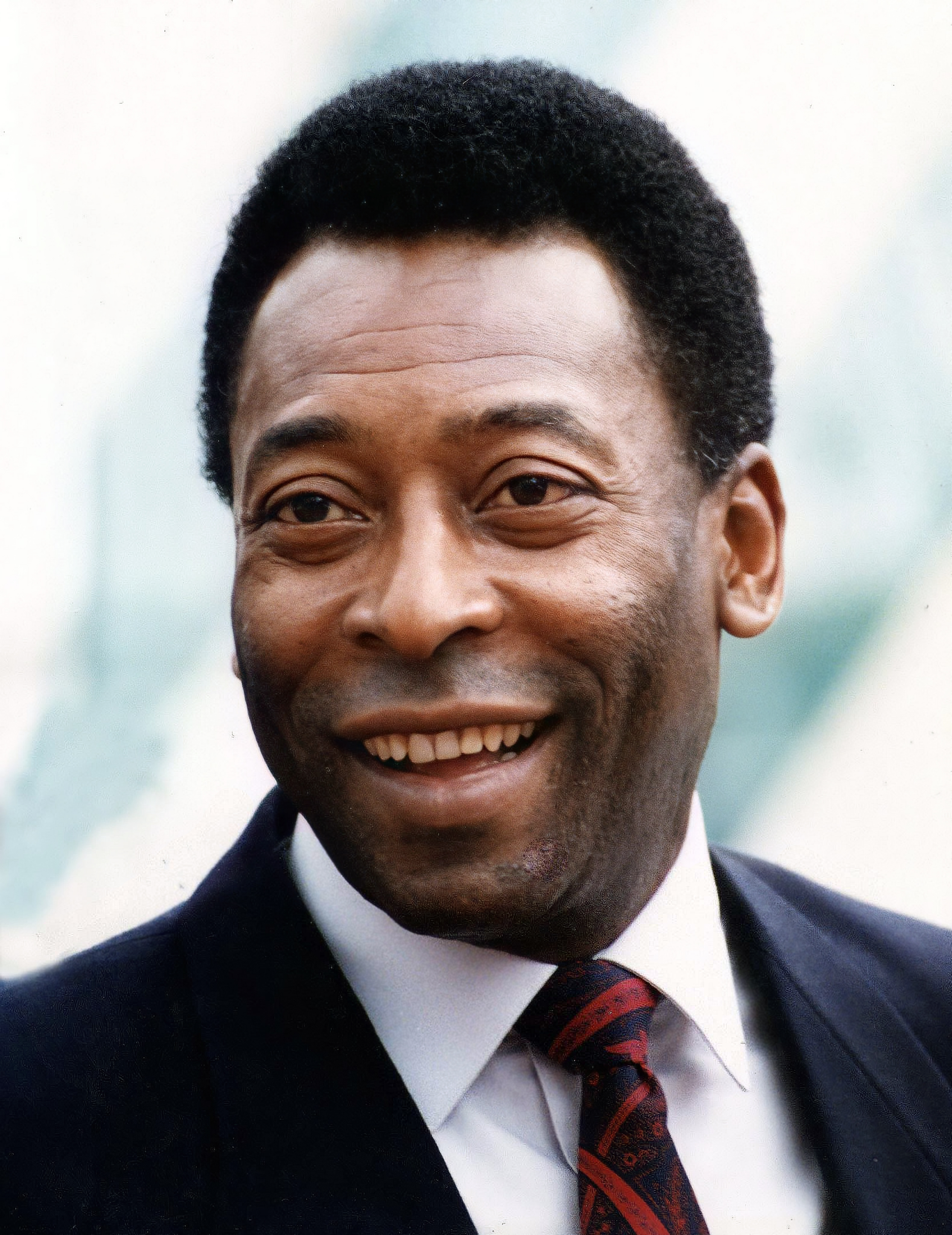
Pelé,
overleden in 2022

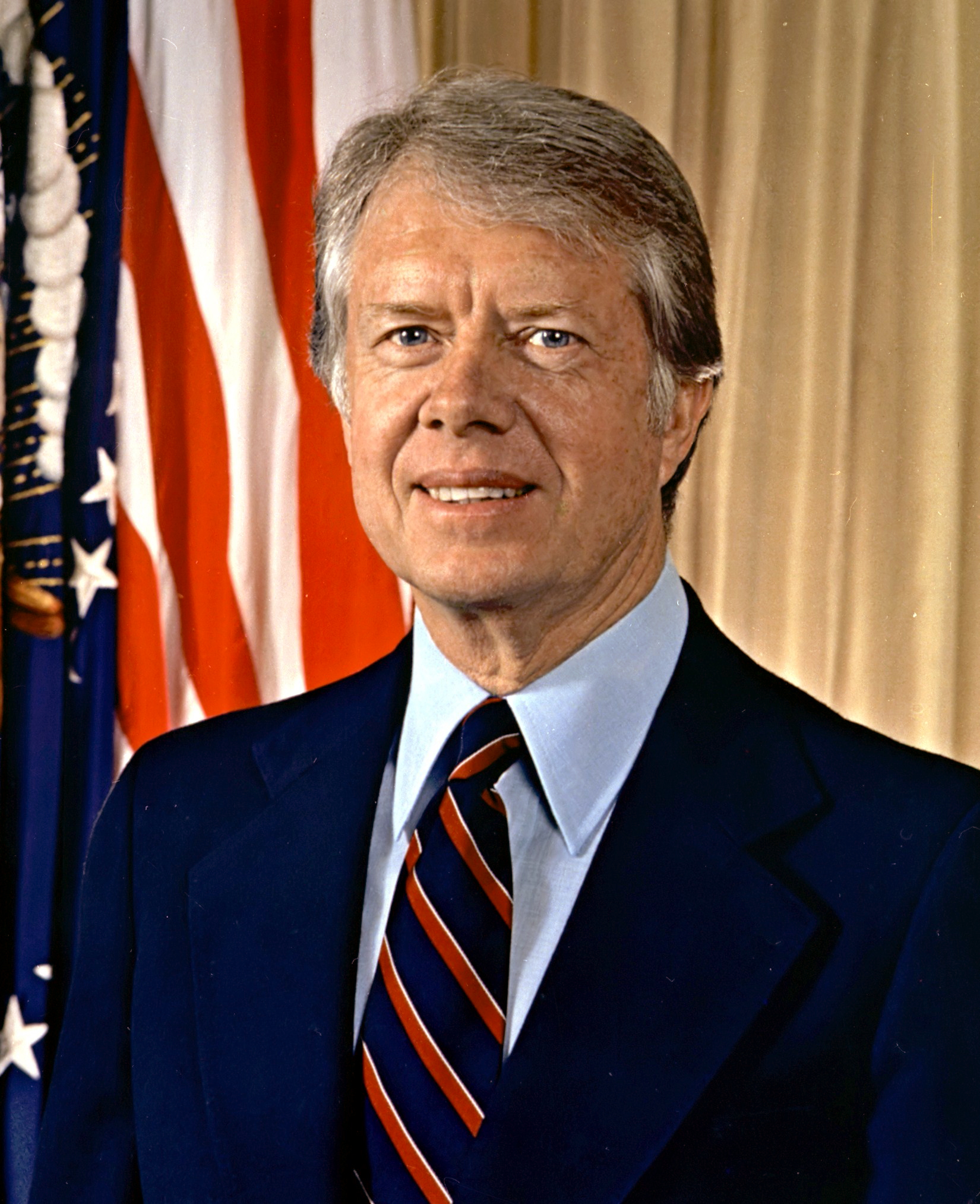
Jimmy Carter,
overleden in 2024

- 1170 - Thomas Becket (53), Engels aartsbisschop van Canterbury
- 1605 - John Davis (55), Engels ontdekkingsreiziger
- 1630 - Johannes Stalpaert van der Wiele (51), Nederlandse priester en schrijver
- 1634 - Jan Albert Wasa (22), Pools kardinaal
- 1699 - Lodewijk van Nassau-Ottweiler (38), schout-bij-nacht bij de Staatse vloot
- 1731 - Louise Hippolyte van Monaco (34), vorstin van Monaco
- 1825 - Jacques-Louis David (77), Frans kunstschilder
- 1887 - Charles Fitzgerald (circa 96), 4e gouverneur van West-Australië
- 1889 - Priscilla Tyler (73), Amerikaans first lady
- 1890 - Spotted Elk (Chief Big Foot) (64), Indiaans bevelhebber
- 1902 - Constance Stone (46), Australisch arts
- 1910 - Reginald Doherty, (38) Brits tennisser
- 1925 - Félix Vallotton (60), Zwitsers kunstschilder
- 1926 - Rainer Maria Rilke (51), Duits schrijver
- 1935 - Adolphe Lacomblé (78), Belgisch advocaat en fotograaf
- 1942 - Gerrit van As (40), Nederlands verzetsstrijder in WOII
- 1942 - Pieter van As (43), Nederlands verzetsstrijder in WOII
- 1953 - Jean Vanderghote (62), Belgisch politicus en burgemeester
- 1957 - Maurice Pic (91), Frans entomoloog
- 1967 - Paul Whiteman (77), Amerikaans bandleider
- 1971 - Hippolyte Pannecoucke (65), Belgisch crimineel
- 1976 - Ivo Van Damme (22), Belgisch atleet
- 1979 - Lau Spel (79), Nederlands atleet
- 1982 - Max de Terra (64), Zwitsers autocoureur
- 1986 - Harold Macmillan (92), Brits premier
- 1986 - Andrej Tarkovski (54), Russisch cineast
- 1988 - Mike Beuttler (48), Brits autocoureur
- 1989 - Hermann Oberth (95), Duits wetenschapper
- 1993 - Hans Houtzager sr. (83), Nederlands atleet
- 1995 - Nello Celio (81), Zwitsers politicus
- 1995 - Johan Manusama (85), Nederlands ingenieur
- 1998 - Willem Kersters (69), Belgisch componist en muziekpedagoog
- 2001 - Florian Fricke (57), Duits musicus
- 2001 - Louis Waltniel (76), Belgisch politicus
- 2003 - Don Lawrence (75), Brits stripauteur
- 2003 - Michel Zanoli (35), Nederlands wielrenner
- 2004 - Eugenio Garin (95), Italiaans historicus en filosoof
- 2005 - Julien Put (67), Belgisch radiomaker
- 2005 - Henk Sprenger (86), Nederlands striptekenaar
- 2006 - Heimen Lagerwaard (77), Nederlands voetballer
- 2007 - Phil O'Donnell (35), Schots voetballer
- 2008 - Jacques Commandeur (73), Nederlands acteur
- 2008 - Kees van Dijk (77), Nederlands politicus
- 2008 - Freddie Hubbard (70), Amerikaans musicus
- 2010 - Avi Cohen (54), Israëlisch voetballer
- 2010 - Bill Erwin (96), Amerikaans acteur
- 2010 - Pavel Koltsjin (80), Russisch langlaufer
- 2012 - Salvador Reyes (76), Mexicaans voetballer
- 2012 - Ben van Zwieten (88), Nederlands burgemeester en politicus
- 2013 - Wojciech Kilar (81), Pools (film)componist
- 2014 - Hardo Aasmäe (63), Estisch politicus
- 2014 - Odd Iversen (69), Noors voetballer
- 2015 - John Bradbury (62), Brits drummer
- 2015 - Elżbieta Krzesińska (81), Pools atlete
- 2016 - Pieter Beishuizen (86), Nederlands politicus
- 2016 - Néstor Gonçalves (80), Uruguayaans voetballer
- 2016 - Ferdy Kübler (97), Zwitsers wielrenner
- 2018 - Ringo Lam (63), Hongkongs regisseur
- 2019 - Neil Innes (75), Brits acteur, komiek en muzikant
- 2019 - Manfred Stolpe (83), Duits politicus
- 2019 - Norma Tanega (80), Amerikaans singer-songwriter
- 2020 - Claude Bolling (90), Frans jazzcomponist, -pianist, arrangeur en acteur
- 2020 - Pierre Cardin (98), Frans modeontwerper, ook actief als sieraadontwerper
- 2020 - Luke Letlow (41), Amerikaans politicus
- 2020 - Phyllis McGuire (89), Amerikaans zangeres
- 2020 - John Paul jr. (60), Amerikaans autocoureur
- 2020 - Luigi Snozzi (88), Zwitsers architect
- 2020 - Kees Verkade (79), Nederlands beeldhouwer en tekenaar
- 2021 - Christian Gyan (43), Ghanees-Nederlands voetballer
- 2022 - Max von Baden (89), Duits ondernemer en hertog
- 2022 - Noël Dejonckheere (67), Belgisch wielrenner
- 2022 - Patrick Dik (57), Nederlands voetballer
- 2022 - Ruggero Deodato (83), Italiaans filmregisseur, acteur en scriptschrijver
- 2022 - Margriet Eshuijs (70), Nederlands zangeres
- 2022 - Pelé (82), Braziliaans voetballer
- 2022 - Shabana Rehman Gaarder (46), Pakistaans-Noors stand-upcomedian, schrijfster en columniste
- 2022 - Willem de Ridder (83), Nederlands kunstenaar en radiomaker
- 2022 - Edgar Savisaar (72), Estisch politicus
- 2022 - Dany Theis (55), Luxemburgs voetballer
- 2022 - Vivienne Westwood (81), Brits modeontwerpster
- 2023 - Hermann Baumann (89), Duits hoornist, muziekpedagoog en componist
- 2023 - Sam Burtis (75), Amerikaans jazzmuzikant
- 2023 - Doeke Eisma (83), Nederlands politicus
- 2023 - Gil de Ferran (56), Braziliaans autocoureur
- 2023 - Maurice Hines (80), Amerikaans jazzzanger, dirigent, acteur en choreograaf
- 2023 - Sandra Reaves-Phillips (79), Amerikaans actrice, zangeres en schrijfster
- 2024 - Aleksej Boegajev (43), Russisch voetballer
- 2024] - Jimmy Carter (100), Amerikaans politicus en Nobelprijswinnaar; president (1977-1981)
- 2024 - Linda Lavin (87), Amerikaans actrice en zangeres
- 2024 - Dada Masilo (39) Zuid-Afrikaans balletdanseres en choreografe
- 2024 - Rutger van Mazijk (90), Nederlands organist
- 2024 - Hugo de Schepper (90), Belgisch-Nederlands hoogleraar

## Viering/herdenking

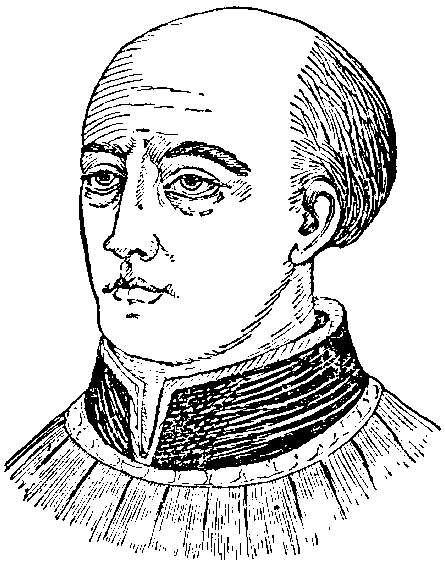
H. Thomas Becket

- Mongolië: Onafhankelijkheidsdag, deze dag herdenkt de onafhankelijkheid van China in 1911
- Rooms-katholieke kalender:
  - Heilige Thomas Becket van Canterbury († 1170) - Vrije Gedachtenis
  - Heilige Koning David († c. 970 v.Chr.)
  - Heilige Trophimus van Arles († c. 280)
  - Heilige Ebrulfus († 596)
  - Heilige Martinianus van Milaan († c. 435)

## Weerextremen

### Nederland
| | Officiële records | Officiële records | Officiële records |      | Landelijke records | Landelijke records | Landelijke records                                 |
| Gebeurtenis | Jaar              | Extreem           | Locatie           | Jaar | Extreem            | Locatie            |                                                    |
| --- | ----------------- | ----------------- | ----------------- | ---- | ------------------ | ------------------ | -------------------------------------------------- |
| Laagste etmaalgemiddelde temperatuur (°C) | 1908              | −12,5             | De Bilt           |      | 1908               | −12,5              | De Bilt                                            |
| Hoogste etmaalgemiddelde temperatuur (°C) | 1987              | 11,0              | De Bilt           |      | 1925               | 11,6               | Maastricht                                         |
| Laagste minimumtemperatuur (°C) | 1908              | −15,6             | De Bilt           |      | 1908               | −15,6              | De Bilt, Eelde                                     |
| Hoogste minimumtemperatuur (°C) | 2012              | 9,2               | De Bilt           |      | 1994               | 10,0               | Arcen                                              |
| Laagste maximumtemperatuur (°C) | 1908              | −9,6              | De Bilt           |      | 1908               | −9,6               | De Bilt, Eelde                                     |
| Hoogste maximumtemperatuur (°C) | 1994              | 13,4              | De Bilt           |      | 1994               | 13,8               | Eindhoven, Heino, Volkel                           |
| Hoogste uurgemiddelde windsnelheid (m/s) | 1914              | 23,1              | De Bilt           |      | 1914               | 29,8               | De Kooy, Vlissingen                                |
| Hoogste windstoot (m/s) | 1955              | 23,1              | De Bilt           |      | 1974               | 30,4               | Cadzand                                            |
| Langste zonneschijnduur (uur) | 1903              | 6,7               | De Bilt           |      | 1992 2008 2016     | 7,0                | Gilze-Rijen, Maastricht Ell, Maastricht Maastricht |
| Langste neerslagduur (uur) | 1966              | 12,0              | De Bilt           |      | 1986               | 16,6               | Twenthe                                            |
| Hoogste etmaalsom van de neerslag (mm) | 2002              | 17,9              | De Bilt           |      | 1990               | 35,0               | Maastricht                                         |
| Laagste etmaalgemiddelde relatieve vochtigheid (%) | 1927              | 60                | De Bilt           |      | 1927               | 47                 | Maastricht                                         |
| Laagste uurwaarde luchtdruk op zeeniveau (hPa) | 1981              | 978,0             | De Bilt           |      | 1914               | 969,6              | De Kooy                                            |
| Hoogste uurwaarde luchtdruk op zeeniveau (hPa) | 2016              | 1042,5            | De Bilt           |      | 2016               | 1043,0             | Hoogeveen                                          |
| Officiële records worden altijd gemeten op het KNMI-weerstation in De Bilt. Landelijke records kunnen worden gemeten op elk officieel KNMI-weerstation in Nederland. |                   |                   |                   |      |                    |                    |                                                    |

Uitzonderlijke gebeurtenissen
- 1906 - Officieel laagste minimumtemperatuur in °C van het jaar gemeten in De Bilt: −11,5
- 1906 - Officieel laagste minimumtemperatuur in °C van december dit jaar gemeten in De Bilt: −11,5
- 1906 - Officieel laagste maximumtemperatuur in °C van het jaar gemeten in De Bilt: −4,0
- 1908 - Officieel laagste maximumtemperatuur in °C van het jaar gemeten in De Bilt: −9,6
- 1914 - Officieel maandrecord hoogste uurgemiddelde windsnelheid in m/s van december gemeten in De Bilt: 23,1. Samen met 28 december 1945 en 30 december 1904
- 1920 - Officieel hoogste minimumtemperatuur in °C van december dit jaar gemeten in De Bilt: 7,2
- 1941 - Officieel laagste minimumtemperatuur in °C van december dit jaar gemeten in De Bilt: −8,3
- 1943 - Officieel hoogste minimumtemperatuur in °C van december dit jaar gemeten in De Bilt: 3,3
- 1950 - Officieel laagste minimumtemperatuur in °C van het jaar gemeten in De Bilt: −13,5
- 1950 - Officieel laagste minimumtemperatuur in °C van december dit jaar gemeten in De Bilt: −13,5
- 1964 - Officieel laagste minimumtemperatuur in °C van het jaar gemeten in De Bilt: −12,7
- 1964 - Officieel laagste minimumtemperatuur in °C van december dit jaar gemeten in De Bilt: −12,7
- 1971 - Officieel laagste minimumtemperatuur in °C van december dit jaar gemeten in De Bilt: −2,3
- 1986 - Officieel hoogste minimumtemperatuur in °C van december dit jaar gemeten in De Bilt: 8,4
- 1990 - Officieel hoogste minimumtemperatuur in °C van december dit jaar gemeten in De Bilt: 6,8
- 1995 - Officieel laagste minimumtemperatuur in °C van het jaar gemeten in De Bilt: −12,5
- 1995 - Officieel laagste minimumtemperatuur in °C van december dit jaar gemeten in De Bilt: −12,5
- 2005 - Officieel laagste minimumtemperatuur in °C van december dit jaar gemeten in De Bilt: −6,4

### België
Dagrecords
- 1890 - Laagste etmaalgemiddelde temperatuur −10,7 °C
- 1974 - Hoogste etmaalgemiddelde temperatuur 12 °C
- 1908 - Laagste minimumtemperatuur −14,6 °C
- 1925 en 1920 - Hoogste maximumtemperatuur 13,8 °C
- 1916 - Hoogste etmaalsom van de neerslag 33,2 mm

Uitzonderlijke gebeurtenissen
- 1925 - In Chiny wordt 61,1 mm neerslag gemeten.
- 1929 - Windstoot van 162 km/h in Haren, nabij Brussel.
- 1968 - Sneeuwlaag 28 cm in Ukkel.
- 1984 - Eerste vorstdag, meest laattijdige van de eeuw. Enkele dagen later intense koudegolf.

<< · 1 · 2 · 3 · 4 · 5 · 6 · 7 · 8 · 9 · 10 · 11 · 12 · 13 · 14 · 15 · 16 · 17 · 18 · 19 · 20 · 21 · 22 · 23 · 24 · 25 · 26 · 27 · 28 · 29 · 30 · 31 · >>